# Площадь Ираклия II (Тбилиси)
Площадь Ираклия II (груз. ერეკლე II-ს მოედანი) — площадь в Тбилиси, в историческом районе Старый город, ограничена улицами  Ираклия II, Чахрухадзе, Шавтели.

## История
Называлась Верхней (Земо) площадью.

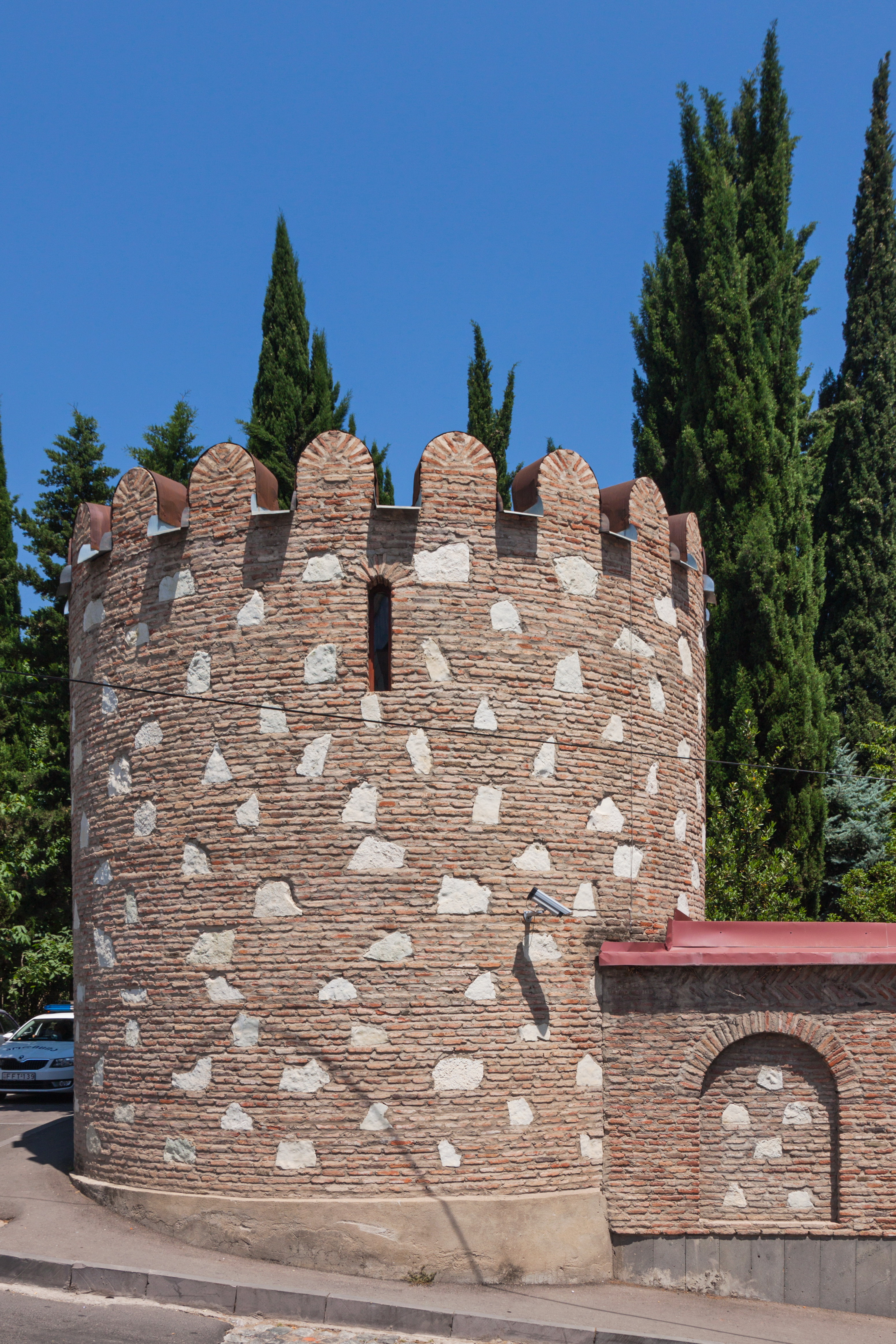
Башня

После того, как царь Ростом перенёс сюда свою резиденцию (XVII век), площадь стала называться Царской. Часть площади напротив царского дворца занимали мастерские и лавки оружейников, продавцов снаряжения, военных музыкантов. Всё погибло во время персидского погрома города в 1795 году.
После присоединения Грузии к России (1801), в 1809 (по другим данным — в 1870) году, на площади было построено здание губернаторского дворца, и площадь стала Губернаторской. Губернаторская резиденция сохранилась, ныне перестроена под бизнес-центр. Здесь находится штаб-квартира партии «Грузинская мечта» Б. Иванишвили.
С четвертой четверти XIX века здесь находится резиденция иерархов Грузинской православной церкви, и площадь сменила название на Экзаршескую.
В советское время — площадь Августа Бебеля.
Археологические раскопки 1956—1957 годов на площади открыли четыре культурных слоя, древнейший из которых относится к V веку.